# Comocephalum vismiae
Comocephalum vismiae är en svampart som beskrevs av Syd. 1939. Comocephalum vismiae ingår i släktet Comocephalum, divisionen sporsäcksvampar och riket svampar.   Inga underarter finns listade i Catalogue of Life.